# Jesus Loves You - The Martyr Mantras
Jesus Loves You - The Martyr Mantras è il 4º album del cantante anglo-irlandese Boy George, pubblicato nel 1990 (in Italia, il 12 febbraio del 1991), sulla piccola etichetta fondata dallo stesso Boy George, la More Protein, distribuita dalla Virgin Records. L'album è conosciuto sia con il nome del gruppo Jesus Loves You, di cui costituisce l'unico long-playing (visto che l'annunciato secondo disco, Popularity Breeds Contempt, non è mai stato pubblicato), sia, più propriamente, con il solo titolo di The Martyr Mantras, che connota il genere tipico di questo disco, costituito appunto da un gran numero di tracce sonore, che ripetono una serie di battute e riff dall'inizio alla fine, variamente sovrapposte fino a creare una base musicale omogenea, su cui si innestano dei testi improntati al dolore e alla malinconia. Una curiosità: la parola "amore", fino ad allora utilizzata con parsimonia dall'artista britannico, che sembra voler recuperare qui il tempo perduto, compare in 6 delle 10 tracce (esclusa la ripetizione nei due diversi mix di "Generations Of Love"), 5 volte nella forma inglese «Love» e una volta in spagnolo, nella prima persona del futuro, in "Siempre Te Amaré" (il cui titolo è stato modificato soltanto verso la fine delle sessions di registrazione, dato che il brano è nato originariamente con il corrispondente titolo in inglese di "I'll Always Love You").

## Il disco
L'album rappresenta anche il primo lavoro di Boy George con il gruppo satellite dei Jesus Loves You, dei quali fa parte soprattutto il chitarrista cipriota autodidatta John Themis, oggi considerato come il quinto membro dei Culture Club, autore di alcuni dei brani più belli della carriera solista del cantante. Tra questi, brano di chiusura del lato A di The Martyr Mantras, quinta traccia sul CD, spicca senza dubbio la suggestiva ballata acustica intitolata "I Specialise In Loneliness", unico pezzo lento del disco (qui in versione estesa, poi re-inserita, in versione edit, sul singolo di "The Crying Game", nel 1992), costruita sull'impasto di riff di chitarra (egregiamente suonata da Themis), le voci altissime dei coristi, una batteria elettronica appena accennata (che crea il necessario contrasto con l'atmosfera soft del resto), la calda voce soul di George e un testo incentrato, come suggerisce il titolo, sull'abitudine alla solitudine, con conseguente resa finale, che arriva a negare l'amore, per la paura di contrarre qualche brutta malattia. Il titolo dell'album sembra invece perfettamente descritto dalla foto di copertina, in cui Boy compare ritratto all'interno di una croce, con una spilla da balia alla narice sinistra e un diadema dorato con scarabei azzurri al collo, mentre nei quattro riquadri blu, posti sopra e sotto il nome dell'autore (o del gruppo, a seconda delle edizioni nei vari paesi del mondo), appare, ripetuto all'infinito, il segno che rappresenta l'hashish, il tutto a suggerire appunto, assieme alle sonorità del lavoro, il «mantra del martire».
The Martyr Mantras produce quattro singoli ed un'infinità di remix, continuati ad uscire nel corso degli anni, fino al più recente, una lunghissima versione di "Generations Of Love" (tanto per cambiare...), sottotitolata «The TimeWriter Bootleg Mix» ed inserita nel doppio album raccolta/live dei Culture Club, Greatest Moments - VH1 Storytellers Live, pubblicato nel 1998, passando per il secondo EP pubblicato dall'artista assieme ai Jesus Loves You, The Devil in Sister George EP, del 1994, contenente un altro remix di "Generations Of Love" e un remix di un altro brano di The Martyr Mantras, "Love Hurts", sfortunato brano pubblicato nel doppio lato A con la ben più celebre "Bow Down Mister", il cui grandissimo successo ha finito col soffocare l'altra canzone. Prima di questo doppio lato A costituito da "Bow Down Mister/Love Hurts", ultimo estratto dall'album, i primi tre singoli erano stati: "After The Love" (scritta con l'ex amante Jon Moss), che non ha ottenuto grande successo commerciale, ma delle recensioni eccellenti che hanno dato a George la forza necessaria per continuare la rischiosa avventura che aveva portato alcuni paesi a chiedere la pubblicazione del 33 accreditandolo al solo Boy George, per paura che il pubblico non riconoscesse un album targato Jesus Loves You come un lavoro del cantante; la citata pluri-remixata "Generations Of Love", che è però riuscita ad entrare in classifica soltanto in un tardo remix del 1991; e il secondo brano della track listing, "One On One", remixato dai Massive Attack, che, nonostante la grande popolarità del remix, è stato l'unico dei quattro singoli a non entrare neanche nella parti più basse della classifica. Raggiungendo la posizione Numero 27, il doppio lato A "Bow Down Mister/Love Hurts", soprattutto grazie all'enorme ed inaspettato successo ottenuto da "Bow Down Mister", che era stata composta per un primo, fallito, tentativo di riunione dei Culture Club, regala a George uno dei suoi recenti ritorni al successo di classifica, oltre ad una grande soddisfazione personale, dato che si tratta dell'unico brano da lui interamente scritto, senza collaboratori.
Una curiosità: insicuro della buona riuscita del progetto, Boy George sceglie di comporre i brani di The Martyr Mantras firmandoli non con il suo nome anagrafico, George O'Dowd, bensì con uno pseudonimo, il curioso "Angela Dust", chiaro richiamo all'espressione "Angels Dust", il cui significato ("la polvere degli angeli") richiama chiaramente le droghe in polvere più pesanti, quali cocaina ed eroina, proprio in questo periodo abusate dall'artista, come lui stesso racconta nell'autobiografia Take It Like A Man.
L'album comprende anche una lunga versione remix del brano del 1987, No Clause 28, rimodellato da Pascal Gabriel (da cui prende il sottotitolo qui), già inserito come «Hi-Energy Remix» sull'album Boyfriend del 1989, che non era però uscito in alcuni paesi (tra cui gli Stati Uniti), di conseguenza non raggiunti dalla nuova versione: il remix, infatti,
più che un remix in quanto tale è una vera e propria re-incisione della traccia originaria, che, oltre ad essere molto più lenta, seguiva una diversa melodia nel cantato, conteneva un'estesa sezione rap (qui omessa) e non comprendeva invece il bridge già inserito sull'identica versione di Boyfriend (diversa solo per il sottotitolo).

## Versioni
Come accennato, The Martyr Mantras viene pubblicato in vari formati: in vinile e su cassetta, con 10 tracce; su CD, con 11 tracce (il brano in più è il «Seventies Mix» di "Generations Of Love", posto in chiusura del lavoro). Tutte queste versioni escono variamente accreditate, o direttamente ai Jesus Loves You (in Europa), o ancora ai Jesus Loves You, ma con la specificazione su sticker adesivo che trattasi di «Un progetto di Boy George», oppure al solo Boy George (in America). Nell'Europa continentale, esiste inoltre una versione bootleg dell'album, uscita nel 1995, nel solo formato compact disc, che comprende 15 brani remixati, tra i 10 originariamente su The Martyr Mantras e 2 dei 3 sul successivo Sweet Toxic Love EP (tre pezzi compaiono in due diverse versioni ciascuno), in pratica tutta la discografia completa dei Jesus Loves You, eccetto il lato B del 1992 "Oh Lord" e l'ultimissima "Love Your Brother" (uscita solo di recente).

## Tracce

### LP/MC/CD
1. "Generations Of Love" (Oakenfold Mix) - 7:13 (Dust, Rogers, Geary)
2. "One On One" (Brydon LP Mix) - 4:42 (Dust, Brydon)
3. "Love's Gonna Let You Down" (Popcorn Mix) - 6:09 (Dust, Brydon)
4. "After The Love" (Ten Glorious Years Mix) - 7:42 (Dust, Moss)
5. "I Specialise In Loneliness" - 6:26 (Dust, Themis)
6. "No Clause 28" (Pascal Gabriel Mix) - 6:21 (O'Dowd, Maidman, Nightingale, Stevens, Fletcher) [=(Hi-Energy Remix) su Boyfriend]
7. "Love Hurts" (LP Mix) - 6:30 (Dust, Forest, Cottle)
8. "Siempre Te Amaré" - 6:08 (Dust, Mosely)
9. "Too Much Love" - 5:59 (Dust, Brydon)
10. "Bow Down Mister" - 6:33 (Dust)
11. "Generations Of Love" (Seventies Mix) - 6:16 (Dust, Rogers, Geary) [solo sul CD]

### Bootleg
1. "Generations Of Love" (La La Gone Ga Ga Mix) - 4:01 (Dust, Rogers, Geary)
2. "One On One" (Massive Attack Remix) - 5:14 (Dust, Brydon)
3. "Love's Gonna Let You Down" (Popcorn LP Mix) - 6:09 (Dust, Brydon)
4. "After The Love" (Naughty Norman Normal Nightie Edit) - 4:13 (Dust, Moss)
5. "No Clause 28" (Original 7" Mix) - 4:19 (O'Dowd, Maidman, Nightingale, Stevens, Fletcher)
6. "Am I Losing Control?" (Dizzy Tequila Mix) - 8:05 (O'Dowd, Themis)
7. "Love Hurts" (Yes It Doz U Blighter Mix) - 4:14 (Dust, Forest, Cottle)
8. "Siempre Te Amaré" (LP Mix) - 6:08 (Dust, Mosely)
9. "Too Much Love" (LP Mix) - 5:59 (Dust, Brydon)
10. "Sweet Toxic Love" (Hootenanny Mix) - 3:25 (O'Dowd, Themis, Pizzey)
11. "Bow Down Mister" (A Small Portion 2B Polite Mix) - 4:14 (Dust)
12. "I Specialise In Loneliness" (Edit) - 3:21 (Dust, Themis)
13. "Am I Losing Control?" (Disco Mix) - 6:57 (O'Dowd, Themis)
14. "One On One" (Brydon LP Mix) - 4:42 (Dust, Brydon)
15. "Generations Of Love" (Seventies Mix) - 6:16 (Dust, Rogers, Geary)

## Credits

### Formazione/Musicisti
- Boy George: voce
- John Themis: chitarre
- Helen Terry: cori in 6
- Juliet Roberts, Jacqui McCoy, Sharon McCoy, Beverly Skeetes, Derek Green, Stefan Frank: altri cori
- The London Community Gospel Choir, The Govinda All Stars (nitai gaura radha syam): cori in 10
- Jon Quarmby, Richard Cottle: tastiere
- Colin Elliot: percussioni
- Jagdeep Singh: tabla & cori

### Staff/Produzione
- Angela Dust (=Boy George): co-produzione in 4, co-missaggio in 5
- Jon Moss: co-produzione in 4
- John Themis: produzione in 5, co-missaggio in 5
- Simon Rogers: produzione in 1 & 11
- Paul Oakenfold: remix in 1
- Bruce Forest: remix in 1 e co-remix in 11; produzione in 7 & 10
- Steve Osborne: tecnico del suono in 1
- Mark Brydon: produzione e missaggio in 2, 3; remix in 8
- Jimmy D Demetri: tecnico del suono in 5
- Bobby Z: co-produzione in 6
- Jeremy Healy: co-produzione in 6
- Pascal Gabriel: remix in 6
- Mike Flannery: tecnico del suono in 7 & 10
- Paul Wright: co-remix in 11
- Crispin Murray: editing at Townhouse

## Dettagli pubblicazione
| Paese       | Data | Etichetta                   | Formato | N. Catalogo     |
| ----------- | ---- | --------------------------- | ------- | --------------- |
| Regno Unito | 1990 | More Protein/Virgin Records | CD      | CUMCD 1 261 302 |
|             |      |                             |         | 261 302         |
|             |      |                             |         | PM: 527         |
|             |      |                             |         | LC3098          |
| USA         |      | Virgin Records America      |         | 2-91596         |
| Regno Unito |      |                             | LP      | CUMLP 1         |